# Willy Meyer
Willy Enrique Meyer Pleite (ur. 19 sierpnia 1952 w Madrycie) – hiszpański polityk, działacz komunistyczny, poseł do Kongresu Deputowanych, deputowany do Parlamentu Europejskiego VI, VII i VIII kadencji (2004–2014).

## Życiorys
W 1970 wstąpił do nielegalnej wówczas Komunistycznej Partii Hiszpanii podczas studiów na Uniwersytecie Complutense w Madrycie. Za działalność opozycyjną był zatrzymywany, sądzony i więziony.
Od 1987 był radnym Sanlúcar de Barrameda oraz członkiem sejmiku regionalnego w Kadyksie (1987–1991). W 1996 został wybrany na deputowanego do Kongresu Deputowanych VII kadencji z okręgu Kadyks. Był przewodniczącym Komisji Spraw Wewnętrznych i Obrony. Zasiadał w Komisji Łączonej Kongresu i Senatu ds. profesjonalizacji sił zbrojnych Hiszpanii. Reprezentował kraj w Zgromadzeniu OBWE i NATO. Wchodził w skład Rady Administracyjnej Radia i Telewizji w Andaluzji. Został ekspertem ds. polityki obrony i bezpieczeństwa, zajmował stanowisko sekretarza ds. międzynarodowych Zjednoczonej Lewicy.
Zasiadł w Komitecie Wykonawczym Komunistycznej Partii Hiszpanii i Zarządzie Krajowym Zjednoczonej Lewicy. W 2004 uzyskał mandat posła do Parlamentu Europejskiego. Pięć lat później skutecznie zawalczył o reelekcję jako jedyny przedstawiciel tego ugrupowania. W 2014 po raz trzeci z rzędu został wybrany na europosła, prowadzonej przez niego liście Zjednoczonej Lewicy przypadło sześć mandatów w PE VIII kadencji. Zadeklarował jednak rezygnację z mandatu przed rozpoczęciem kadencji w związku z wątpliwościami dotyczącymi udziału przez niego w prywatnym funduszu emerytalnym, jednakże formalnie mandat objął, wykonując go przez kilka dni (do 9 lipca 2014).

## Życie prywatne
Willy Meyer jest żonaty i ma dwójkę dzieci. Jego córka Amanda Meyer również została działaczką tej samej partii.